# Понтбосе
Понтбосе (итал. Pontboset) је насеље у Италији у округу Долина Аосте, региону Долина Аосте.
Према процени из 2011. у насељу је живело 89 становника. Насеље се налази на надморској висини од 793 м.

## Становништво
| 1936. | 1951. | 1961. | 1971. | 1981. | 1991. | 2001. | 2011. |
| ----- | ----- | ----- | ----- | ----- | ----- | ----- | ----- |
| 500   | 442   | 349   | 314   | 270   | 229   | 201   | 195   |